# John Goodall (żużlowiec)
John Goodall (ur. 11 kwietnia 1950 w Auckland) – nowozelandzki żużlowiec.

## Życiorys
Srebrny medalista indywidualnych mistrzostw Nowej Zelandii (Auckland 1982). Reprezentant Nowej Zelandii w eliminacjach drużynowych mistrzostw świata (1977) oraz indywidualnych mistrzostw świata (1977, 1979).
Startował w lidze brytyjskiej, w barwach klubów z Sunderlandu (1971), Bristolu (1977), Newport (1977) i Wolverhampton (1979).